# Wim Koevermans
Wilhelmus Jacobus Koevermans, detto Wim (Vlaardingen, 28 giugno 1960), è un allenatore di calcio ed ex calciatore olandese, di ruolo difensore.

## Carriera
Militò in Fortuna Vlaardingen, FC Vlaardingen, Fortuna Sittard e Groningen tra il 1978 e il 1990 e fece parte della nazionale olandese che vinse il campionato d'Europa 1988.

## Palmarès

### Nazionale
- Campionato d'Europa: 1

Germania Ovest 1988